# 福永貞宣
福永 貞宣（ふくなが さだのぶ）は、鎌倉時代後期の武将・御家人。近江国西村氏の祖であることから西村貞宣ともいわれる

## 略歴
福永経貞の長男として誕生。
近江国坂田郡福永荘の西村を領す。